# Верхнее Кузькино
Верхнее Кузькино — село в Чернянском районе Белгородской области. Входит в состав Прилепенского сельского поселения.

## География
Село Верхнее Кузькино расположено на границе с Новооскольским и Корочанским районами, в 20 километрах от райцентра Чернянки. Рядом с селом проходит дорога регионального значения 14К-7 (Короча) – Чернянка – Красное). Через село протекает река Халань.

## История
В архивных документах и на старинных картах селения с таким названием нет. Есть село Кускино, о котором справочник «Россия...» (1902 г.) сообщает: «В 12 верстах выше Русской Халани, к востоку находится село Кускино, имеющее 2500 жителей и лавки, а в 8 верстах ещё выше — слобода Большая Халань...».
В конце 1920 — начале 1930-х годов Кускино — центр Кускинского сельского Совета (с. Кускино и хут. Водяное) в Великомихайловском районе.
В административном справочнике 1959 года указываются два селения: с. Верхнее Кузькино и с. Нижнее Кузькино, которые вместе с хутором Водяное образуют Кузькинский сельсовет Великомихайловского района.
В 1972 году Верхнее Кузькино входит в Прилепенский сельсовет Чернянского района.

## Население
В 1931 году в Кускино — 2934 жителя. В 1979 году в с. Верхнее Кузькино — 869 жителей, в 1989 году — 789 человек.
| 2002 | 2010 |
| ---- | ---- |
| 784  | ↘716 |

## Инфраструктура
В 2 километрах от села находится Кузькинский пруд, на котором реализуется платная рыбалка